# 斯特列基夫
49°12′39″N 27°43′2″E / 49.21083°N 27.71722°E
斯特雷基夫（烏克蘭語：Стреків）是位於烏克蘭西部的村莊，由赫梅利尼茨基州裡赫梅利尼茨基區的沃夫科溫齊市鎮負責管轄。該村始建於1860年，面積0.53平方公里，海拔高度341米，2001年人口62。